# Апостолес
Апо́столес (ісп. Apóstoles — Апостоли) — місто, найстаріше українське поселення у провінції Місьйонес у північний Аргентині. Населення 42 457 осіб (перепис 2010). Центр департаменту Апостолес, до якого також входить ще одне українське поселення Азара.

## Історія
1638 року до місцевості, де зараз знаходиться Апостолес, було перенесено єзуїтське поселення Натівідад (ісп. Natividad — Різдво), яке раніше розташовувалося на території Ріу-Гранді-ду-Сул. Нова місія отримала ім'я апостолів Петра та Павла. Від цього й утворилась сучасна назва.
Перші згадки про Апостолес зустрічаються 1663 року. Однак пізніше, 1767 року іспанський король відкликав єзуїтський чин до Іспанії, а ці землі спустошились, їх поглинули джунглі.
2 червня 1817 року поблизу Апостолеса відбулася битва між військами Андреса Гвасурарі і бразильськими бандейрантами. Бандейранти були розбиті, але 1825 року вони повернулися і знищили місто.
Перші українські переселенці (12 родин — 69 осіб) разом з 74 польськими родинами 27 серпня 1897 прибули до Апостолеса. На той час в Апостолесі проживало 297 осіб, більшість з яких займалася випасом худоби. Разом з хуторами населення не перевищувало 900 осіб. 1898 року було створено сільськогосподарську колонію і зведено першу церкву Апостолеса — храм Богородиці Ченстоховської. 1908 року було створено муніципальну раду. Упродовж 1897—1903 сюди прибуло 6 тисяч переселенців, переважно українців. Основний приплив емігрантів припадає на 1901—1903 рр.
28 листопада 1913 року було офіційно створено муніципалітет Апостолес.

## Життя української громади

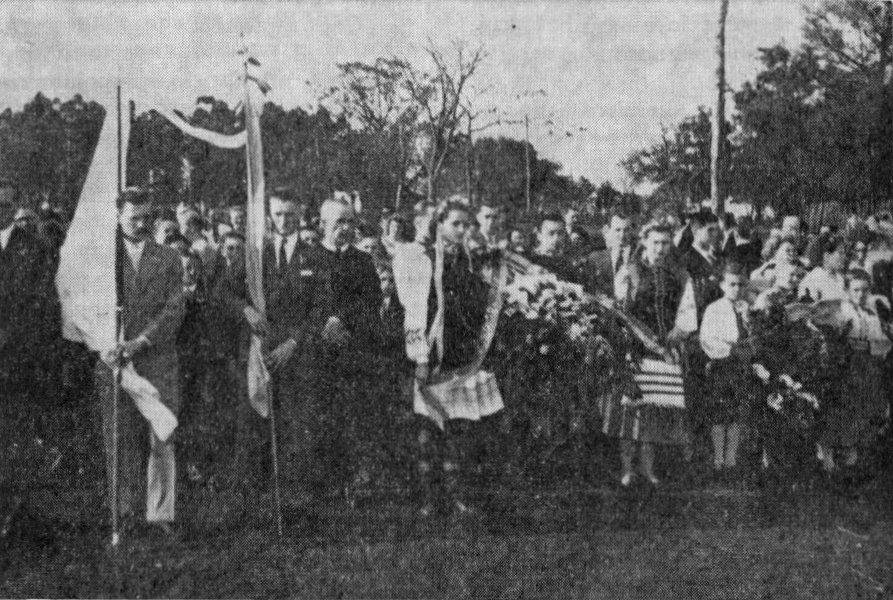
Святкування 60-ти річчя українського поселення в Аргентині, місто Апостолес, 1958 р.

Кожній родині переселенців надавали 50 га землі (два наділи по 25 га кожний: один для випасу худоби, інший — для хліборобства), допомагали також худобою й харчами. 1909 року отець Я. Карп'як організував парафіяльну школу. 1910 засновано «Просвіту» (нині Аргентино-український клуб). 1922 збудовано в еклектичному стилі греко-католицьку церкву. У 1920-30-х рр. діяла театральна трупа під керівництвом отця Степана Вапровича. В Апостолесі є семінарія і монастир отців Василіян, при якому діє друкарня та школа сестер Василіянок. Від 1994 у середній школі офіційно викладають українську мову. Від 1997 діє український етнографічний музей. Є пам'ятник Т. Шевченкові.
Багато українських сімей займаються хліборобством, вирощують рис, кукурудзу, тютюн, чай, цукрову тростину, бавовну. Є серед українців промисловці, власники магазинів.
Відомими уродженцями міста є аргентинці українського походження — співак Чанго Спасюк та акордеоніст Руло Грабовецький.
31 березня 2018 року у місті на перехресті вулиць України і Польщі було відкрито пам'ятник писанці. Автором української половини монументу став коломийський майстер Мирослав Ясинський.
Після початку повномасштабного вторгнення Росії в Україну 2022 року 2022 року міська рада Апостолеса засудила агресію і закликала до найшвидшого досягнення миру.

## Економіка

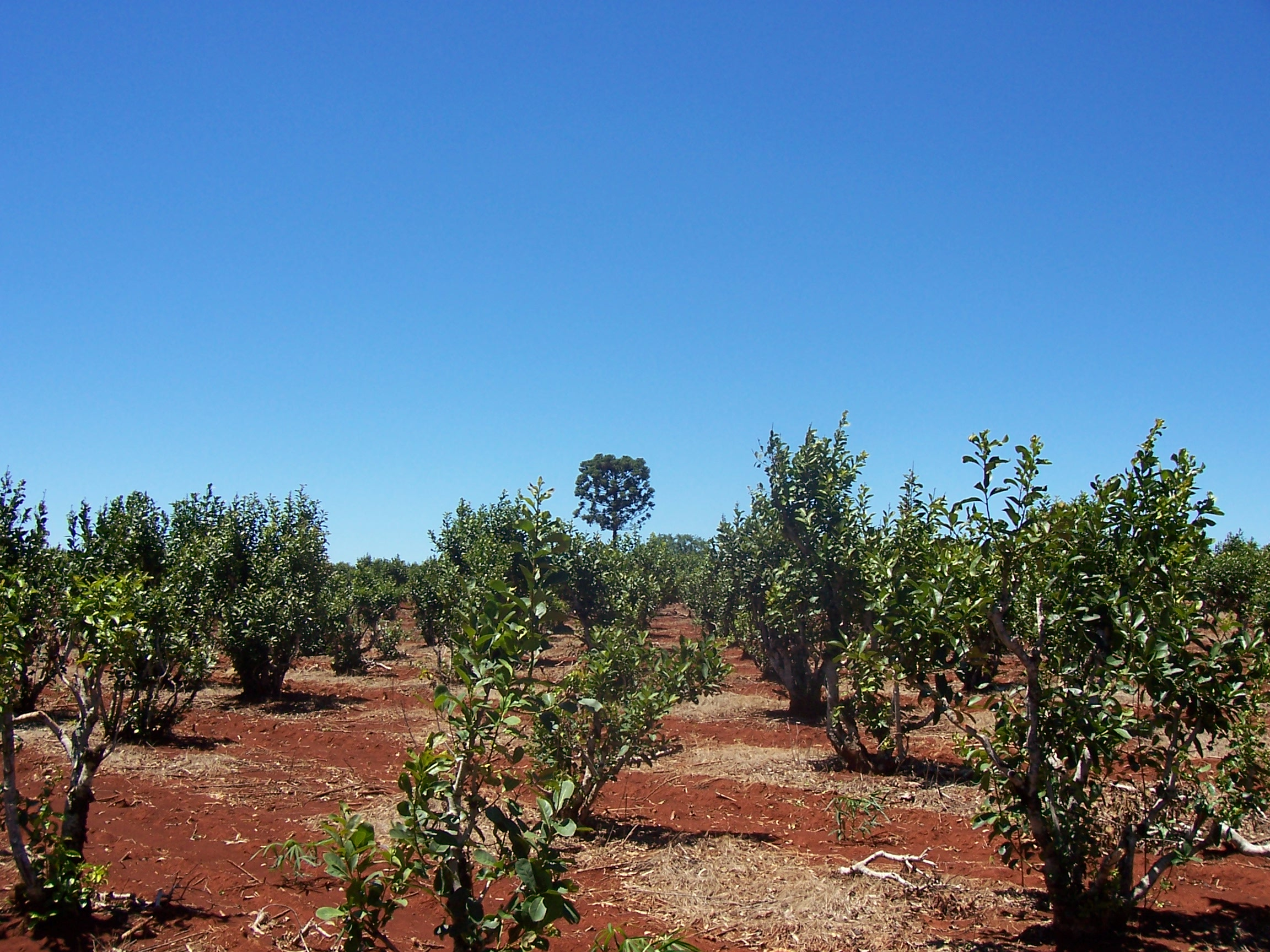
Плантація мате

Головною галуззю економіки міста є вирощування, виробництво і продаж йерба мате. Апостолес навіть називають аргентинською столицею мате.
Також важливим джерелом доходу міста є інші галузі сільського господарства:
- скотарство
- розведення риби
- бджільництво
- овочівництво
- вирощування тютюну
- вирощування чаю
- вирощування маніоки

Також у Апостолесі присутні підприємства лісової промисловості.
Промисловість міста представлена переважно дробильнями і сушильнями для мате, рису і кукурудзи, сушильнями для чаю, холодокомбінатами і бійнями, кузнями і металообробними підприємствами, виробництвом шиферу, кераміки і цегли, дроту, автомобільних кузовів і сільськогосподарської техніки.

## Населення
Згідно з даними перепису 2001 року населення Апостолеса становить 26 649 осіб, що на 44,42 % більше, ніж за минулим переписом 1991 року, коли місто мало 15 881 мешканця. За кількістю жителів Апостолес займає п'яте місце серед населених пунктів провінції Місьйонес.

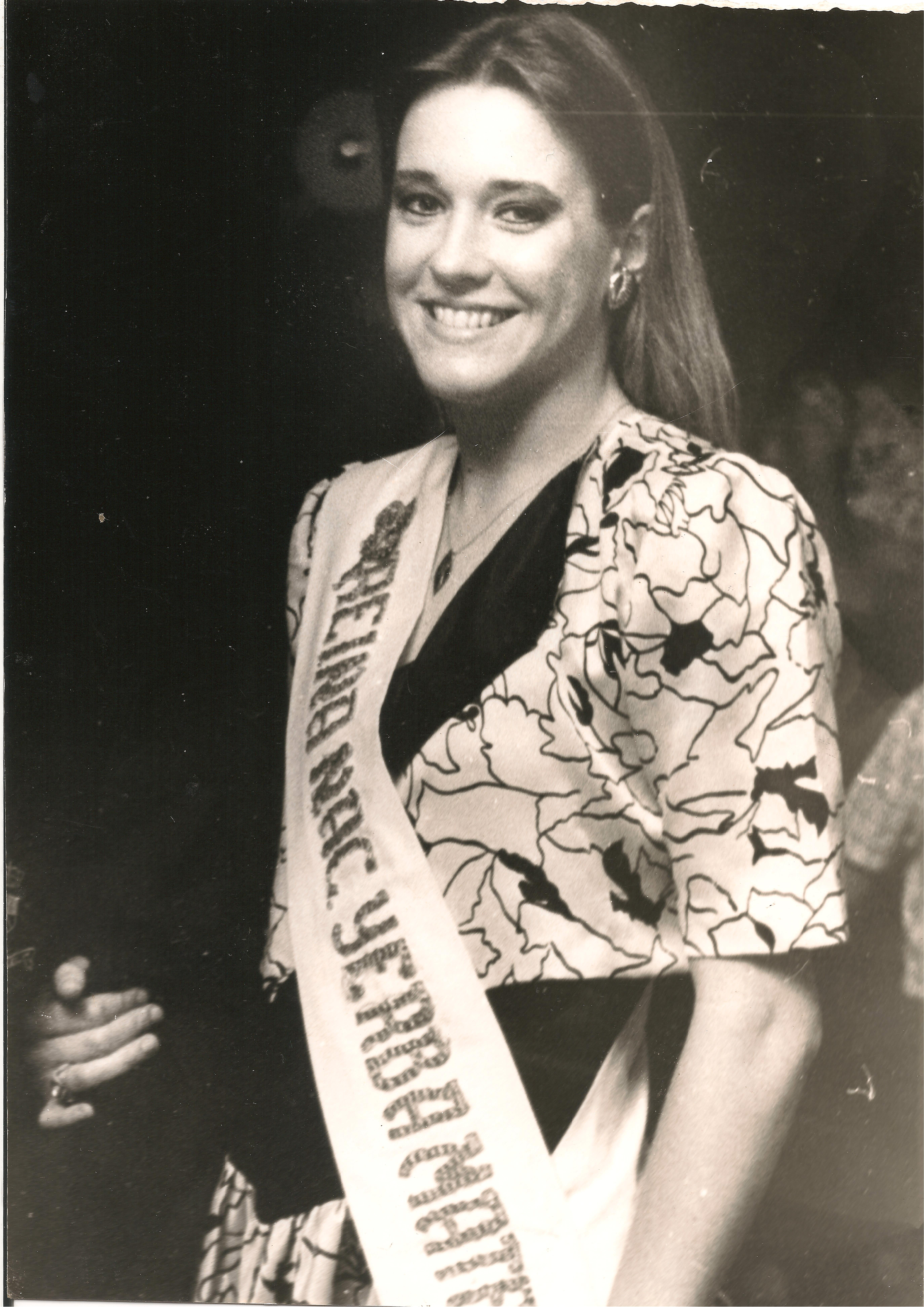
Роксана Атаманюк — королева національного фестивалю Йерба Мате

За переписом 2010 року населення Апостолеса склало 42 457 мешканців.

## Туризм
Місто Апостолес відоме як один з найбільших виробників мате в Аргентині. Щороку у місті проводиться Міжнародний фестиваль мате (ісп. Fiesta Internacional de la Yerba Mate), під час якого відбуваються тематичні виставки галузі вирощування і обробки мате, мистецькі заходи тощо.
Також щороку в Апостолесі проводиться з'їзд мотоциклістів з усієї Аргентини і сусідніх країн.
Найвідомішими туристичними принадами Апостолеса є:
- Монумент першим колоністам (ісп. Monumento a los Primeros Colonos)
- Монумент Мате (ісп. Monumento del Mate)
- Церква Святих Петра та Павла (ісп. Iglesia de San Pedro y San Pablo)
- Історичний Музей і Архів Дієго де Альфаро (ісп. Museo y Archivo Histórico de Diego de Alfaro)
- Історичний Музей Хуан Шичовскі (ісп. Museo Histórico Juan Szychowski)

За межею міста знаходяться кемпінги, є кілька готелів у центрі, де також знаходяться бари, ресторани, магазини, дискотеки, казино.

## Транспорт
Місто Апостолес має такі шляхи сполучення:
- провінційна автотраса № 1, яка сполучає його з містом Посадас на півночі і Азарою на півдні
- провінційна автотраса № 10, яка сполучає його з містом Консепсьйон-де-ла-Сьєрра на сході і Колонією Лібіг на заході
- провінційна автотраса № 202, яка поєдную його з містом Трес-Капонес
- провінційні автотраси № 201 і 3, які поєднують його з містом Серро-Асуль